# Lake Benton, Minnesota
Lake Benton là một thành phố thuộc quận Lincoln, tiểu bang Minnesota, Hoa Kỳ. Năm 2010, dân số của thành phố này là 683 người.

## Dân số
- Dân số năm 2000: 703 người.
- Dân số năm 2010: 683 người.